# Mémoires de la Classe des Sciences Mathématiques et Physiques de L'Institut National de France
Mémoires de la Classe des Sciences Mathématiques et Physiques de L'Institut National de France (abreviado Mem. Cl. Sci. Math. Inst. Natl. France) fue una revista con ilustraciones y descripciones botánicas que fue editada en Francia en los años 1806; 1807-1813/15, 1807-18. Fue precedida por Mém. Inst. Natl. Sci., Sci. Math..
En los años 1808-08 y 1813/15... l'Institut de France; para los años 1810-12 ... l'Institut Impériale de France. 